# Carrasco Bonito
Carrasco Bonito es un municipio brasileño del estado del Tocantins. Tiene una población estimada, en 2021, de 4165 habitantes.
Se localiza a una latitud 05º19'19" sur y a una longitud 48º02'05" oeste, a una altitud de 285 metros.
Posee un área de 190,35 km².